# Olympische Sommerspiele 1988/Leichtathletik – 4 × 100 m (Männer)

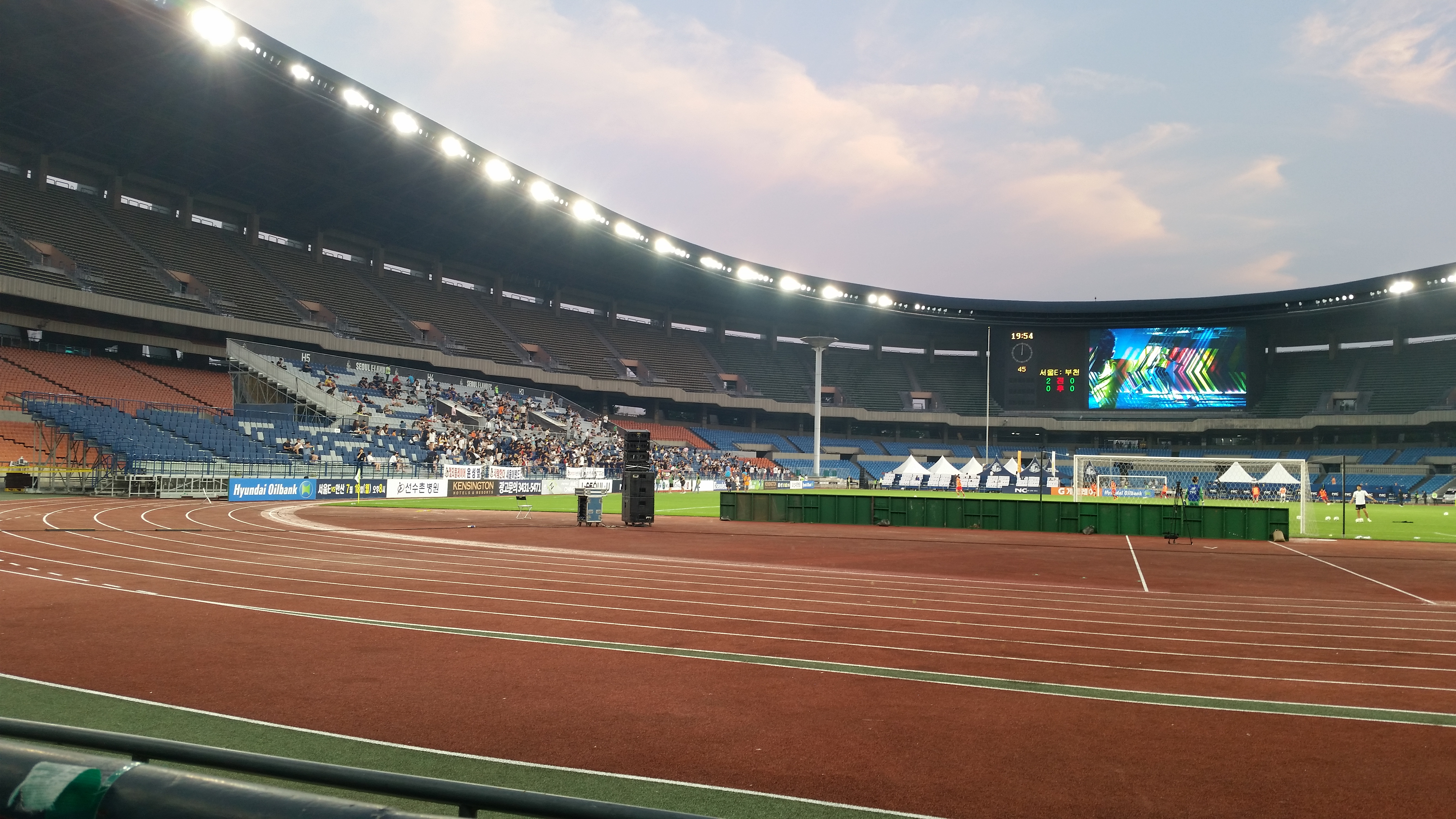
Innenraum des Olympiastadions im Jahr 2016

Die 4-mal-100-Meter-Staffel der Männer bei den Olympischen Spielen 1988 in Seoul wurde am 30. September und 1. Oktober 1988 im Olympiastadion Seoul ausgetragen. In dreißig Staffeln nahmen 126 Athleten teil.
Den Olympiasieg erlief die Staffel der Sowjetunion in der Besetzung Wiktor Bryshin, Wladimir Krylow, Wladimir Murawjow und Witali Sawin.
Großbritannien errang mit (Elliot Bunney, John Regis, Mike McFarlane, Linford Christie sowie dem im Vorlauf außerdem eingesetzten Clarence Callender) die Silbermedaille.
Bronze ging an Frankreich (Bruno Marie-Rose, Daniel Sangouma, Gilles Quenéhervé, Max Morinière).

Auch der für Großbritannien im Vorlauf eingesetzte Clarence Callender erhielt eine Silbermedaille.
Die Staffel der Bundesrepublik Deutschland erreichte das Finale und wurde Sechste.

Staffeln aus der DDR, der Schweiz, Österreich und Liechtenstein nahmen nicht teil.

## Aktuelle Titelträger
| Olympiasieger 1984                      | USA         | 37,83 s | Los Angeles 1984  |
| Weltmeister 1987                        | USA         | 37,90 s | Rom 1987          |
| Europameister 1986                      | Sowjetunion | 38,29 s | Stuttgart 1986    |
| Panamerikanische Meister 1987           | USA         | 38,41 s | Indianapolis 1987 |
| Zentralamerika und Karibik-Meister 1987 | Jamaika     | 39,45 s | Caracas 1987      |
| Südamerika-Meister 1987                 | Brasilien   | 40,17 s | São Paulo 1987    |
| Asienmeister 1987                       | Katar       | 39,20 s | Singapur 1987     |
| Afrikameister 1988                      | Nigeria     | 39,47 s | Annaba 1988       |

## Bestehende Rekorde
| Weltrekord         | 37,83 s | USA (Sam Graddy, Ron Brown, Calvin Smith, Carl Lewis) | Finale OS Los Angeles, USA | 11. August 1984 |
| Olympischer Rekord | 37,83 s | USA (Sam Graddy, Ron Brown, Calvin Smith, Carl Lewis) | Finale OS Los Angeles, USA | 11. August 1984 |

Der bestehende olympische Rekord, gleichzeitig Weltrekord, wurde bei diesen Spielen nicht erreicht. Im schnellsten Rennen, dem Finale, verfehlte Olympiasieger Sowjetunion mit 38,19 s diesen Rekord um 36 Hundertstelsekunden.

## Vorrunde
Datum: 30. September 1988
Die dreißig Staffeln wurden in vier Läufe gelost. Für das Halbfinale qualifizierten sich pro Lauf die ersten drei Staffeln. Darüber hinaus kamen die vier Zeitschnellsten, die sogenannten Lucky Loser, weiter. Die direkt qualifizierten Staffeln sind hellblau, die Lucky Loser hellgrün unterlegt.

### Vorlauf 1
13:25 Uhr
| Platz | Staffel           | Besetzung                                                                         | Zeit    |
| ----- | ----------------- | --------------------------------------------------------------------------------- | ------- |
| 1     | Frankreich        | Bruno Marie-Rose Daniel Sangouma Gilles Quenéhervé Max Morinière                  | 38,87 s |
| 2     | Nigeria           | Victor Edet Davidson Ezinwa (Vorlauf) Abdullahi Tetengi (Vorlauf) Olatunji Olobia | 39,15 s |
| 3     | Italien           | Ezio Madonia Sandro Floris Pierfrancesco Pavoni Stefano Tilli                     | 39,20 s |
| 4     | Südkorea          | Sung Nak-kun Shim Duk-sup Kim Bock-sup Chang Jae-keun                             | 39,61 s |
| 5     | Chinesisch Taipeh | Hsin-Fu Cheng Shiunn-Long Lee Hai-Fung Nai Chin-Jing Wu                           | 40,40 s |
| 6     | Uganda            | Moses Musonge Joseph Ssali John Goville Mike Okot                                 | 41,39 s |
| 7     | Malediven         | Ismail Asif Waheed Ibrahim Manik Abdul Razzak Aboobakur Mohamed Hanim             | 44,31 s |

### Vorlauf 2
13:30 Uhr
| Platz | Staffel             | Besetzung                                                                      | Zeit    |
| ----- | ------------------- | ------------------------------------------------------------------------------ | ------- |
| 1     | Sowjetunion         | Wladimir Krylow Wladimir Murawjow Wiktor Bryshin Witali Sawin                  | 38,82 s |
| 2     | BR Deutschland      | Christian Haas Fritz Heer Peter Klein Dirk Schweisfurth                        | 39,01 s |
| 3     | Ghana               | Eric Akogyiram Salaam Gariba John Myles-Mills Emmanuel Tuffour (Vorlauf)       | 39,13 s |
| 4     | Volksrepublik China | Cai Jianming Li Feng Li Tao Zheng Chen                                         | 39,67 s |
| 5     | Katar               | Rashid Sheban Marzouk Faraj Saad Marzouk Sayed Mubarak al-Kuwari Talal Mansour | 40,05 s |
| 6     | Volksrepublik Kongo | Armand Biniakounou Hygien-Nicaise Lombocko Henri Ndinga Pierre Ndinga          | 41,26 s |
| DNF   | Indonesien          | Afdiharto Lestari Kresno Eko Pambudi Elieser Wattebosi Mohamed Yusuf           |         |
| DSQ   | Senegal             | Joseph Diaz Amadou M’Baye Babacar Pouye Ibrahima Tamba                         |         |

### Vorlauf 3
13:35 Uhr
| Platz | Staffel             | Besetzung                                                                     | Zeit    |
| ----- | ------------------- | ----------------------------------------------------------------------------- | ------- |
| 1     | Kanada              | Andrew Mowatt (Vorlauf/Halbfinale) Atlee Mahorn Desai Williams Brian Morrison | 39,41 s |
| 2     | Jamaika             | Christopher Faulknor Greg Meghoo John Mair Clive Wright                       | 39,53 s |
| 3     | Japan               | Kaoru Matsubara (Vorlauf) Shinji Aoto Koji Kurihara Takahiro Kasahara         | 39,70 s |
| 4     | Kenia               | Elkana Nyangau Kennedy Ondiek Simon Kipkemboi Peter Wekesa                    | 40,30 s |
| 5     | Thailand            | Supas Tiprod Visut Watanasin Anuwat Sermsiri Chainarong Wangganont            | 40,57 s |
| 6     | Antigua und Barbuda | St. Clair Soleyne Alfred Browne Howard Lindsay Larry Miller                   | 41,18 s |
| 7     | Sierra Leone        | Francis Keita Horace Dove-Edwin Benjamin Grant Felix Sandy                    | 41,19 s |
| DNF   | Spanien             | Florencio Gascón Enrique Talavera Valentín Rocandio José Javier Arqués        |         |

### Vorlauf 4
13:40 Uhr
| Platz | Staffel        | Besetzung                                                                         | Zeit    | Anmerkung     |
| ----- | -------------- | --------------------------------------------------------------------------------- | ------- | ------------- |
| 1     | Ungarn         | György Bakos László Karaffa István Tatár Attila Kovács                            | 39,12 s |               |
| 2     | Großbritannien | Elliot Bunney John Regis Mike McFarlane Clarence Callender (Vorlauf)              | 39,17 s |               |
| 3     | Portugal       | Arnaldo Abrantes Pedro Miguel Curvelo Pedro Agostinho Luís Barroso                | 39,61 s |               |
| 4     | Mexiko         | Herman Adam Eduardo Nava Antonio Ruíz Miguel Elizondo                             | 40,31 s |               |
| 5     | Benin          | Fortune Ogouchi Patrice Mahoulikponto Dossou Vignissy Issa Alassane-Ousséni       | 41,52 s |               |
| 6     | Bangladesch    | Mohamed Shah Alam Shahanuddin Choudhury Mohamed Hossain Milzer Mohamed Shah Jalal | 41,78 s |               |
| DSQ   | USA            | Dennis Mitchell Albert Robinson Calvin Smith Lee McNeill                          | 38,98 s | Wechselfehler |

Die US-Staffel, die mit 38,98 s zunächst als Erster ins Ziel gekommen war, wurde nachträglich wegen eines Wechselfehlers disqualifiziert. Schlussläufer Lee McNeill hatte den Stab außerhalb der Wechselzone von Calvin Smith übernommen.

## Halbfinale
Datum: 1. Oktober 1988
In den beiden Halbfinalläufen qualifizierten sich jeweils die ersten vier Staffeln (hellblau unterlegt) für das Finale.

### Lauf 1
12:35 Uhr
| Platz | Staffel        | Besetzung                                                                             | Zeit    |
| ----- | -------------- | ------------------------------------------------------------------------------------- | ------- |
| 1     | Frankreich     | Bruno Marie-Rose Daniel Sangouma Gilles Quenéhervé Max Morinière                      | 38,49 s |
| 2     | Großbritannien | Elliot Bunney John Regis Mike McFarlane Linford Christie (Halbfinale/Finale)          | 38,52 s |
| 3     | Jamaika        | Christopher Faulknor Greg Meghoo Clive Wright John Mair                               | 38,75 s |
| 4     | BR Deutschland | Fritz Heer Christian Haas Peter Klein Dirk Schweisfurth                               | 38,75 s |
| 5     | Japan          | Shinji Aoto Kenji Yamauchi (Halbfinale) Koji Kurihara Takahiro Kasahara               | 38,90 s |
| 6     | Nigeria        | Victor Edet Olapade Adeniken (Halbfinale) Iziaq Adeyanju (Halbfinale) Olatunji Olobia | 39,05 s |
| 7     | Südkorea       | Sung Nak-kun Shim Duk-sup Kim Bock-sup Chang Jae-keun                                 | 39,43 s |
| 8     | Katar          | Rashid Sheban Marzouk Faraj Saad Marzouk Sayed Mubarak al-Kuwari Talal Mansour        | 41,19 s |

Folgende Besetzungsänderungen fanden statt:

In der britischen Staffel ersetzte Linford Christie Clarence Callender.

In der japanischen Staffel wurde Kaoru Matsubara durch Kenji Yamauchi ersetzt.

In der nigerianischen Staffel liefen Olapade Adeniken für Davidson Ezinwa und Iziaq Adeyanju für Abdullahi Tetengi.

### Lauf 2
12:40 Uhr
| Platz | Staffel             | Besetzung                                                                     | Zeit    |
| ----- | ------------------- | ----------------------------------------------------------------------------- | ------- |
| 1     | Sowjetunion         | Wiktor Bryshin Wladimir Krylow Wladimir Murawjow Witali Sawin                 | 38,55 s |
| 2     | Italien             | Ezio Madonia Sandro Floris Pierfrancesco Pavoni Stefano Tilli                 | 38,65 s |
| 3     | Ungarn              | György Bakos László Karaffa István Tatár Attila Kovács                        | 38,84 s |
| 4     | Kanada              | Andrew Mowatt (Vorlauf/Halbfinale) Atlee Mahorn Desai Williams Brian Morrison | 38,94 s |
| 5     | Ghana               | John Myles-Mills Eric Akogyiram Salaam Gariba Nelson Boateng (Halbfinale)     | 39,46 s |
| 6     | Kenia               | Elkana Nyangau Kennedy Ondiek Simon Kipkemboi Peter Wekesa                    | 39,47 s |
| DNF   | Volksrepublik China | Li Tao Cai Jianming Li Feng Zheng Chen                                        |         |
| DSQ   | Portugal            | Arnaldo Abrantes Pedro Miguel Curvelo Pedro Agostinho Luís Barroso            |         |

In der ghanaischen Staffel lief Nelson Boateng für Emmanuel Tuffour.

## Finale
Datum: 1. Oktober 1988, 14:15 Uhr
| Platz | Staffel        | Besetzung | Zeit    |
| ----- | -------------- | --- | ------- |
| 1     | Sowjetunion    | Wiktor Bryshin Wladimir Krylow Wladimir Murawjow Witali Sawin                                                        | 38,19 s |
| 2     | Großbritannien | Elliot Bunney John Regis Mike McFarlane Linford Christie (Halbfinale/Finale) im Vorlauf außerdem: Clarence Callender | 38,28 s |
| 3     | Frankreich     | Bruno Marie-Rose Daniel Sangouma Gilles Quenéhervé Max Morinière                                                     | 38,40 s |
| 4     | Jamaika        | Christopher Faulknor Greg Meghoo Clive Wright John Mair                                                              | 38,47 s |
| 5     | Italien        | Ezio Madonia Sandro Floris Pierfrancesco Pavoni Stefano Tilli                                                        | 38,54 s |
| 6     | BR Deutschland | Fritz Heer Christian Haas Peter Klein Dirk Schweisfurth                                                              | 38,55 s |
| 7     | Kanada         | Desai Williams Atlee Mahorn Cyprian Enweani (Finale) Brian Morrison im Vorlauf/Halbfinale außerdem: Andrew Mowatt    | 38,93 s |
| 8     | Ungarn         | György Bakos László Karaffa István Tatár Attila Kovács                                                               | 39,19 s |

Erst zum dritten Mal nach 1912 und 1980 fand ein Finale ohne US-Beteiligung statt – die US-Staffel war in ihrem Vorlauf wegen eines Wechselfehlers disqualifiziert worden. So fiel die Favoritenrolle vor allem den Staffeln aus Frankreich, Großbritannien und der Sowjetunion zu. Es gab im Finale gegenüber den Semifinals nur eine Besetzungsänderung. In der kanadischen Staffel lief Cyprian Enweani für Andrew Mowatt.
Startläufer Wiktor Bryshin brachte die sowjetische Mannschaft in Führung, die sie bis ins Ziel halten konnte. Eingangs der Zielgeraden ging es sehr eng zu. An zweiter Stelle lag die bundesdeutsche Staffel, dahinter liefen fast gleichauf Frankreich, Großbritannien und Italien. Der britische Schlussläufer Linford Christie war der Schnellste aller Staffeln und brachte sein Team noch auf den Silberrang ca. einen Meter hinter der UdSSR. Bruno Marie-Rose erlief für Frankreich die Bronzemedaille. Dahinter kam Jamaika auf den vierten Platz vor Italien und der BR Deutschland.

## Videolinks
- 1988 Olympics - Men's 4x100 Meter Relay, youtube.com, abgerufen am 29. November 2021
- Men's 4x100m Relay Final at Seoul Olympics 1988, youtube.com, abgerufen am 24. Januar 2018